# Змей Горянин
 Тази статия е за митичното същество.  За българския писател вижте Змей Горянин (писател).  
Змей Горянин (на руски: Змей Горыныч) е митично същество в руския фолклор. В българския език змей горянин се използва за змей, живеещ в планината.
Представян е като змей с много глави (най-често 3, 6, 9 или 12), който може да лети и да издиша огън. Най-често живее в планините, край огнена река, където пази Калинов мост, водещ към царството на мъртвите, но понякога и на скала в морето. Обикновено е злонамерено чудовище, което убива със силата на мускулестото си туловище и с което се сблъскват герои като Добриня Никитич и Иван Царевич.